# Кармашова, Нина Александровна
Нина Александровна Кармашова (18 ноября 1916, Курган, Тобольская губерния — 31 августа 1999, Курган) — советский и российский хирург, Почётный гражданин города Кургана (1995). Заслуженный врач РСФСР. Участница Великой Отечественной войны.

## Биография
Нина Кармашова родилась 18 ноября 1916 года в городе Кургане Курганского уезда Тобольской губернии, ныне город — административный центр Курганской области.
Свою трудовую деятельность она начала рано, в 1931 году, в пятнадцатилетнем возрасте стала работать инкассатором, а затем бухгалтером.
В 1941 году, в самом начале Великой Отечественной войны, окончив Свердловский медицинский институт была призвана на медицинскую службу в ряды Рабоче-крестьянской Красной Армии. Участница Великой Отечественной войны. Осуществляла медицинскую практику хирургом эвакуационного госпиталя в городе Ижевске, затем была назначена ведущим хирургом действующей Армии в составе Украинского фронта. Завершила войну в 1945 году в городе Будапеште.
В 1945 году на протяжении года работала школьным врачом в городе Лигниц (ныне Легница) в Польше. Затем работала в г. Свердловске в качестве врача-хирурга.
В 1947 году вернулась в город Курган и стала работать в Первой городской больнице города Кургана. Затем перешла трудиться в Курганскую городскую больницу № 2 ординатором хирургического отделения, затем в 1966 году была назначена на должность заместителя главного врача по медицинской части этой больницы.
Активный участник медицинского сообщества, а также общественной жизни города и региона. Неоднократно её избирали депутатом Курганского городского Совета народных депутатов. Награждалась государственными наградами СССР. Ей было присвоено почётное звание Заслуженный врач РСФСР.
Решением Курганской городской Думы в 1995 году была удостоена звания «Почётный гражданин города Кургана».
Проживала в городе Кургане.
Нина Александровна Кармашова умерла 31 августа 1999 года, похоронена на Новом Рябковском кладбище города Кургана Курганской области.

## Награды и звания
- Орден Отечественной войны II степени,
- Орден Трудового Красного Знамени,
- Орден «Знак Почёта»,
- Медаль «За победу над Германией в Великой Отечественной войне 1941—1945 гг.»,
- медали,
- Заслуженный врач РСФСР,
- Значок «Отличнику здравоохранения»,
- Почётный гражданин города Кургана, 1995 год.

## Память
- В Кургане, по адресу: улица Гоголя, 60 была установлена мемориальная доска в память о почётном гражданине города. В этом доме жила почётный гражданин города Кургана участница Великой Отечественной войны Кармашова Нина Александровна 1916—1999[7].